# Sara Lindén
Sara Viktoria Lindén, född 1 september 1983 i Borås, är en svensk före detta fotbollsspelare (anfallare). Hon spelade i princip hela sin karriär för Kopparbergs/Göteborg FC, som hon tillhörde i elva år.